# Галицькі приповідки і загадки
Галицкіи приповѣдки и загадки. Зо̂браніи Григорим Илькєвичом (Відень, 1841) — збірка приповідок, які зібрав галицький вчитель Григорій Ількевич, видана в 1841 році у Відні разом з лемківськими загадками Івана Бірецького під редакцією братів Івана і Якова Головацьких коштом Миколи Верещинського в типографії о. о. Мехитаристів.

## Видання
Григорий Ількевич походив з руської греко-католицької родини. Володів польською, німецькою, російською мовами, знав латинську та грецьку мови. Працював учителем у Коломиї (1822—1835) та в Городенці (1835—1841). Починаючи з 1820 року, провадив етнографічні експедиції. Дискусійним лишається питання його належності до гуртка Маркіяна Шашкевича.
Робота над книгою та її виданням зайняла багато років. Ще в 1835 році львівське періодичне видання «Rozmaitości» згадувало пол. «Przysłowia ruskie» («Руські приповідки»), які зібрав і підготував до видання неназваний автор, імовірно, Ількевич.
До друку рукопис був готовий у 1838 або 1839 році. Він містив 2225 приповідок, які були записані польською латинкою, розташовані за літерами польської абетки і супроводжені німецьким перекладом, та німецьку передмову. Рукопис мав два підписи: нім. «Sprichwӧrter der Ruthenier oder Rußinen in Galizien von Gr. Mir. Ilkiewicz Triviallehrer 1839» («Приповідки рутенців або русинів в Галичині Гр[игорія] Мир[ослава] Ількевича — звичайного учителя, 1839») та пол. «Prykazki iły prypowysty Ruskyj» («Приказки або приповідки руські»).
Фундатором видання став Микола Верещинський, що знав Ількевича з часів проживання останнього в Коломиї. На початку 1840 року Яків Головацький, якому було доручено видання збірки, передав рукопис брату Івану, який на той час перебував у Відні.
Брати сильно переробили збірку: додали до неї 1047 (за підрахунками Андрія Франка) приповідок з власного архіву; додали розділ з 60 загадками, зібраними Іваном Бірецьким, значно переробили структуру тексту, внаслідок чого видання стало містити 2819 одиниць, замість 2225 в рукопису. Також 67 приповідок було вилучено цензором.
Проте найбільші зміни, до яких вдалися брати, це заміна польської латинки гражданським шрифтом, виключення німецького перекладу приповідок та заміна оригінального німецького переднього слова Ількевича нім. «Vorrede» його вільним перекладом. При цьому Іван Головацький відстоював збереження паралельного тексту латинкою та гражданським шрифтом, оскільки вважав, що видання латинкою зробить руську культуру більш знаною в Європі, проте Яків, заручившись позицією Верещинського, застерігав віддалятися від «коренів» як у часі (тобто від давньої кириличної літератури), так і в просторі (від українців Наддніпрянщини).
В 1841 році збірка нарешті вийшла в типографії о. о. Мехитаристів, у яких Іван Головацький слухав тоді лекції з медицини, надрукована повністю гражданським шрифтом, максимовичівкою, з «Предісловієм» Якова Головацького, накладом 500 примірників. З людей, що взяли участь в виданні, на обкладинці був зазначений тільки «Григори̂ Ількєвич». Автор «Предісловія» був підписаний як «Издатель».
Із загального накладу в 500 примірників 30 було продано, а 10 даровано у Відні, відповідно 10 та 4 у Празі, 5 та 1 в Загребі, 8 продано до Прешбурґу, цензура отримала 3 книжки. 400 було відправлено до Львова і 29 Іван Головацький залишив при собі у Відні.

## Значення та оцінки роботи
Опублікована Головацькими робота Ількевича мала значний резонанс у міжнародних колах. Зокрема, про роботу схвально відгукнулися західно- та південнослов'янські критики, зокрема чеський літературний критик Франтішек Яхім, словацький поет Ян Коллар, серб Теодор Павлович та ін. Польські вчені поставилися до збірки здебільшого байдуже, хоча були й схвальні відгуки. Були схвальні відгуки від німецьких славістів та російських вчених. Проте деякі галицькі консервативні кола сприйняли збірку ворожо.
Збіркою користувався Іван Франко, готуючи «Галицько-руські народнї приповідки», слова й приклади з «Приповѣдок…» можна побачити в Словнику, виданому під порядкуванням Бориса Грінченка.
В 2003 році у Львові побачило світ репринтне видання збірки.

## Видання
- Григори̂ Ількєвич. Галицкіи приповѣдки и загадки. Зо̂браніи Григорим Илькєвичом. — У Вѣдни : Напечатано черенками о. о. Мехитаристо̂в, 1841. — 500 прим.
- Григори̂ Ількєвич. Галицькі приповідки і загадки / Львів. нац. ун-т ім. І. Франка, Наук. б-ка ; Зібрані Григорієм Ількевичем; [Авт. післямови: Р. Кирчів]. — Репр. вид. — Львів : ЛНУ, 2003. — VI, 124, X, [1] с. — (До 200-ліття від дня народж. Г. Ількевича (Мирослава з Городенки)) — 500 прим. — ISBN 966-613-287-7.